# GLOW – The Beauty Convention
Die GLOW Convention (seit 2017 by dm, kurz GLOW by dm) findet zweimal jährlich in deutschen Großstädten statt. Sie richtet sich an Jugendliche und junge Erwachsene der Generation Y und Z und verbindet Marken, Stars und Fans aus dem Beauty- und Lifestylebereich auf einem Erlebnisevent.

## Geschichte
Hinter der Beauty- und Lifestyle Convention GLOW steht die Firma Shine Conventions GmbH, eine Tochterfirma der The Social Chain AG (TSC AG, ehemals Glow Media Group GmbH) mit Sitz in Berlin, Manchester, London, Los Angeles und New York.
Die GLOW fand am 30. Januar 2016 das erste Mal in der Jahrhunderthalle in Bochum statt. Das Konzept der GLOW aus Marken, Live-Entertainment sowie Influencern und deren Reichweite entwickelte sich seitdem zur ersten Beauty- und Lifestyle Convention im B2C-Bereich in Europa.
Seit Ende 2017 kooperiert die GLOW mit dem Drogerieunternehmen dm, welches als Partner und Titelsponsor die Convention ergänzt.
Am 4. und 5. November 2017 fand die GLOW by dm zum ersten Mal an einem Wochenende statt. Seither wird die Convention meist in einem Halbjahresrhythmus an jeweils zwei Tagen in deutschen Metropolregionen veranstaltet. Rund 250 nationale und internationale Beauty-Stars und -Experten wie NikkieTutorials, Dagi Bee, Stefanie Giesinger, Boris Entrup, Judith Williams sowie Influencer wie Twenty4tim, Mrs. Bella und Paola Maria waren Gäste des Events.
Rund 60 Beauty- und Lifestylemarken (z. B. L’Oréal Paris, waterdrop oder essie) aus der Industrie sowie Start-ups der Szene sind Ausstellungspartner der GLOW Convention.
Während 2016 in Bochum, Stuttgart, Hannover und Berlin im Schnitt 5.000 Besucher an der Convention teilnahmen, konnten 2018 in Dortmund rund 17.000 Gäste verzeichnet werden.
Im Januar 2019 fand die erste GLOW by dm Österreich in Wien statt.
Kurz darauf folgte im März die nächste Convention in Stuttgart, bei der über 20.000 Besucher vor Ort waren. Mit über 90 Markenständen und über 200 Online- und TV-Stars war dies die bisher größte Convention.
Im gleichen Jahr kam die GLOW Convention mit rund 12.000 Besuchern am 21. und 22. September nach Berlin.
Im Januar 2020 folgte dann die zweite GLOW Convention in Österreich, die in Wien mit rund 5.500 Besuchern erfolgreich stattfand.
Am 10. März 2020 wurde die Glow die am 4. und 5. April 2020 in Nürnberg stattfinden sollte, wegen der Coronavirus-Epidemie zum ersten Mal abgesagt.
Danach wurde die GLOW Convention für über zwei Jahre ausschließlich in Form von Livestreams und Online-Events durchgeführt (z. B. GLOW at Home, 24 Days of GLOW(ness) oder GLOW Hour by dm).
Am 13. und 14. August 2022 feierte die GLOW by dm ihr Comeback in der Messe Essen mit über 12.000 Besuchern und 300 Content Creators vor Ort.
Demnach gab es bis heute bereits 13 GLOW Conventions in Deutschland und Österreich.
2023 musste nun das Unternehmen Shine Insolvenz anmelden.

## Konzept
Die GLOW by dm ist eine Endkonsumenten-Messe die jährlich in deutschen Großstädten stattfindet. Das Konzept ist ein Mix aus Live-Erlebnis, Entertainment-Event und Präsentationsfläche für Partner aus der Beauty- und Lifestylebranche. Auf mehreren Bühnen finden Panel-Talks, Live-Tutorials und Musikauftritte statt. Dazu kommen individuelle Standkonzepte der rund 60 Aussteller vor Ort. Ergänzt wird das Konzept durch eine Meet & Greet-Möglichkeit, bei der die Besucher ihre liebsten Content Creator persönlich treffen können. So wird eine reichweitenstarke Online- und Social-Community-Strategie offline weitergeführt. Über 200 reichweitenstarke Influencer vervollständigen das Konzept der GLOW Convention.

## Aktuelle und bisherige Veranstaltungen

### 2016
- 3. Dezember, STATION in Berlin
- 27. August, Messegelände in Hannover
- 14. Mai, Hanns-Martin-Schleyer-Halle in Stuttgart
- 30. Januar, Jahrhunderthalle in Bochum

### 2017
- 4. und 5. November, STATION Berlin
- 13. Mai, Areal Böhler in Düsseldorf

### 2018
- 27. und 28. Oktober, STATION Berlin
- 10 und 11. März, Westfalenhallen in Dortmund

### 2019
- 26. Januar, Messegelände in Wien
- 30. und 31. März, Messegelände in Stuttgart
- 21. und 22. September, STATION Berlin

### 2020
- 25. Januar, Messegelände in Wien
- 04. und 05. April & 20. und 21. Juni GLOW at Home
- 01. Dezember – 24. Dezember 24 Days of GLOW(ness)

### 2021
- 02. Dezember Make Me GLOW
- 18. Mai – 16. Juni 30 Days of Summer

### 2022
- 25. Mai – 15. Juni GLOW Hour by dm
- 13. und 14. August, Messe Essen

### 2023
- 6. & 7. Mai HOUSE OF GLOW
- 23. & 24. September GLOW Convention – abgesagt wegen Insolvenz[7]